# Завјетни ковчег
Ковчег завјета (хебр. ‏אֲרוֹן הַבְּרִית‏‎, арон ха-брит; такође и хебр. ‏‏אֲרוֹן הַעֵדֻת‎, арон ха-эдут), познат и као Завјетни ковчег, према Библији највећа је светиња јеврејског народа: ковчег (преносна кутија (Изл. 25:10—14)) у којем се налазе камене Плоче завјета са Десет заповјести (Пнз. 10:2), а такође према Посланици Јеврејима, суд с маном и палица Аронова (Јевр. 9:4). Према Тори, ковчег је био симбол савеза Бога са народом Израиља и служио је као доказ присуства Бога у њиховој средини (Изл. 25:22, 2. Дн. 6:41).
Ковчег завјета у Библији има и друге називе: ковчег завјета Господа, ковчег Божји, ковчег Бога Израиљева, ковчег завјета Божијега, ковчег силе, а само једном је ковчег завјета именован као свети ковчег (хебр. ‏‏אֲרוֹן הַקֹּדֶשׁ‎, арон ха-кодеш). Међутим, често се само користи назив ковчег (арон).
У црквенословенској Библији за означаваће ковчега завјета користи се грчка ријеч „кивот” (грч.  — „ковчег завјета”, од κῑβωτός — „сандук, шкриња”), чиме се разликује, као и у оригиналном тексту, од Нојевог ковчега (као и ковчега-корпе у које смјештен Мојсије као дијете).
Према Библији, током Изласка Јевреја из Египта, ковчег се налазио у Светињи над светињама Табернакла (покретног храма), а затим у Светињи над светињама Јерусалимског храма.

## Назив
Назив „ковчег завјета” (хебр. ‏אֲרוֹן הַבְּרִית‏‎) један је од најчешћих назива предмета у Старом завјету. Тако је назван 42 пута, углавном у девторомијским изворима — Поновљени закони, Књига Исуса Навина, Књига о судијама, Књига Самуилова, Прва књига о царевима, Прва књига дневника и такође Књига пророка Јеремије. Постоје проширени облици назива — „ковчег завјета Господњега” (нарочито у Књизи о бројевима), „ковчег завјета Господа Бога својега”, „ковчег завјета Господа над војскама, који сједи на херувимима”, „ковчег завјета Божијега”, „ковчег завјета Господа, Господа свој земљи”.
У Библији се 44 пута помиње назив „ковчег Божји” (хебр. ‏ארון האלוהים). Употреба овог назива ограничена је само на историјске библијске књиге — Књига Самуилова и Књига дневника. Варијације овог назива су „ковчег Бога Израиљева”, „ковчег Бога својега”.
У Старом завјету се 12 помиње израз „ковчег од свједочанства” (хебр. ‏אֲרוֹן הַעֵדֻת‏‎). Изузев једног помињања у Књизи Исуса Навина, налази се само у књигама које се документарном литературом позивају на тзв. свештенички извор — Књига Изласка и Књига о бројевима. Многи библијски научници сматрају да се израз „свједочанство” односи на Плоче завјета и да самим тим „ковчег од свједочанства” у потпуности идентичан називу „ковчег завјета”. Два пута — у Књигама дневника и Псалмима — светиња се у библијским изворима назива „ковчег силе твоје”, што може указати на употребу ковчега као војног паладијума. Једино се у Књизи о дневницима постоји ознака „свети ковчег” (хебр. ‏‏אֲרוֹן הַקֹּדֶשׁ‎). На крају, често се назива једноставно „ковчег”.

## Опис
Према Светом писму је Ковчег завјета био направљен од багрема или од неког другог дрвета, а био је покривен златом. Димензије су му вероватно биле 125*75*75 cm, односно 2.5 лаката у дужину и 1.5 лаката у ширину (Излазак 25, 10, 11). Поклопац је био прекривен са колутом злата а на свакој страни била су по два златна круга у која су положена два дрвена штапа како би ковчег могао да се носи. На ковчегу су била два златна кипа анђела херувима која су гледала један у другога (Излазак 25, 12-22; 30, 1-6).
У ковчег су положене плоче Десет Божијих заповести као доказ Божијег савеза са људима. Осим њих су у ковчег постављене златна чинија са маном и Аронов штап, али ти предмети су извађени када је ковчег стављен у Соломонов храм (Излазак 16, 33, 34; 1. Летописа 5, 10; Јеврејима 9, 4).

## Историја
Ковчег је служио као знак напредовања Јевреја, па је увек ношен испред народа током јеврејских путовања. Није га смео носити било ко, већ само јеврејски свештеници. Свето писмо извештава да је један возач кола које су вукле ковчег био смрћу кажњен од Бога пошто је положио руку на ковчег (2. Самуилова 6, 6). Носио се у ратове, на пример је коришћен у церемонијама које су претходиле освајању Јерихона. Током једне друге битке, ковчег су отели Филистејци (1. Самуилова 4, 22). Међутим, пошто је њима ковчег донео разне несреће, одлучили су да га врате (1. Самуилова 6, 19).
За време разних јеврејских владара ковчег се налазио на разним локацијама, док Јевреји нису изашли из Египта када га је Краљ Соломон положио у Јерусалимски храм. Када је постављен у храм, чудесни је облак напунио њене просторије. Године 587. п. н. е., Вавилонци су опљачкали и спалили храм. Пророк Јеремија је по сведочењу Књиге о Макавејима заједно са левитима узео Ковчег завета из храма и однео га на брдо Нават, где је Мојсије умро, где га је сакрио. Неки верују да је ковчег уништен или да га је однео Навукодоносор.

## Могуће локације ковчега
Неки појединци тврде да су пронашли ковчег, али то још није потврђено. Године 1989. археолог Рон Вајат је тврдио да је наишао на ковчег испод планине Моријах. Фотографије су му испале мутне. Осим тога, Вајат се сматра сензационалистом и често тврди да поседује историјске објекте које у ствари не поседује, због чега се се у његове изјаве сумња. Вендил Џонс је такође тврдио да је пронашао ковчег у Кумрану и да ће то доказати, али то се још није догодило. Почетком XX века, Финац Валтер Х. Јувелијус је тврдио да уз помоћ библијских текстова дешифровао локацију ковчега, па је почео да врши ископавања у Светој земљи. Пошто две недеље није пронашао ништа осим неке старе објекте, протерали су га Турци.
Етиопски монаси верују да се прави Ковчег Завета налази у цркви Свете Марије Сионске у граду Аксум, и да је тамо пренесен 400. године са острва Тана Киркос.
Према другим тврдњама, ковчег се налази у православној цркви у Аксуму у Етиопији, где је стигао из Египта током владавине Менелика I, када су га Јевреји који нису желели да живе далеко од ковчега заменили копијом. Тада би и Соломон изгубио своју наклоност према Богу. Ковчег се наводно чува у унутрашњој ризници цркве где приступ имају само главни свештеници. Данашњи историчари су углавном скептични према овој тврдњи.